# Amblyseius leai
Amblyseius leai är en spindeldjursart som beskrevs av Pierre Tixier och Kreiter 2005. Amblyseius leai ingår i släktet Amblyseius och familjen Phytoseiidae. Inga underarter finns listade i Catalogue of Life.